# Frankfort, Kentucky
Frankfort là thành phố thủ phủ tiểu bang Kentucky, Hoa Kỳ. Đây là quận lỵ quận Franklin.6Thành phố có diện tích km², dân số tại thời điểm điều tra dân số năm 2000 của Cục Thống kê Dân số Hoa Kỳ là 27.741 người.